# Du hast den Farbfilm vergessen
Du hast den Farbfilm vergessen (« Tu as oublié la pellicule couleur ») est une chanson allemande interprétée par la chanteuse punk Nina Hagen.
Sortie en 1974, la chanson devient un tube en RDA.
La chanson interprétée par Nina Hagen aux côtés du groupe Automobil a été écrite par Kurt Demmler et composée par Michael Heubach en 1974. L'interprète y reproche à Michael (Micha) d'avoir oublié la pellicule couleur pour les photos de vacances.

## Historique
En 1974, Nina Hagen, 19 ans, est engagée comme chanteuse principale du groupe de rock Automobil. Leur claviériste Michael Heubach était également le compositeur du groupe. La composition Du hast den farbfil vergessen a été créée à la suite d'une improvisation au piano. 
Les paroles ont été écrites par Kurt Demmler, "poète d'État" qui jusqu'alors avait surtout écrit pour des chansons rock. Le premier titre, que le groupe a rejeté, avait pour titre "Viens, conduis avec moi dans les montagnes".
La chanson a été enregistrée à la station de radio Nalepastraße à Berlin.
Elle est sortie en 45 tours en 1974, sur le label national Amiga, avec "Wenn ich an dich denk" en face B. le disque a atteint les premières places dans les hit-parades. 
En 1975, il est numéro 40 du hit-parade annuel de la RDA. 
Heubach a reçu environ 10 000 marks est-allemand et 500 marks allemands en paiement de sa composition (paroles et musique). Il s'agit du seul tube de Nina Hagen enregistré en RDA, la chanteuse ayant quitté Berlin-Est pour s'exiler à Berlin-Ouest en 1976.
La chanson accompagne la dernière scène du film Sonnenallee sorti en 1999.

## Composition et signification
La chanson se compose d'une intro et de deux couplets, chacun suivi d'un refrain. Dans la version single, la chanson dure 3 minutes.
Dans ce morceau, Nina Hagen chante des vacances sur l'île de Hiddensee, dans la mer Baltique, avec son partenaire "Micha", également connu sous le nom de "Michael". Elle est en colère parce qu'il ne peut photographier les événements de vacances qu'en noir et blanc parce qu'il n'a pas apporté de film couleur (farbfilm) avec lui. Lorsqu'elle regarde l'album photo à son retour de vacances, elle montre sa colère et menace à nouveau Micha de le quitter s'il recommence. 
Selon une interview de Michael Heubach, le nom "Micha" mentionné dans la chanson faisait référence à lui-même, puisqu'il entretenait une relation avec Nina à l'époque. Cependant, la situation est fictive, lui et Nina n'ont jamais été sur cette île. 
Le ton colérique des paroles s'oppose à la musique joyeuse, dans laquelle, en plus du piano initialement dominant, on peut entendre le saxophone et le tuba et dans laquelle alternent passages mineurs et majeurs. De plus, Hagen chante la chanson avec une voix forte, mais jeune et boudeuse.
Selon l'autobiographie de Hagen écrite par BeBetei (2010), la signification cachée de la chanson est une allusion à l'économie de pénurie et à la rareté temporaire des produits haut de gamme en RDA, raison pour laquelle il n'était pas toujours et partout possible de se procurer facilement une pellicule couleur en cas d'oubli, par exemple. 
Nina elle-même considérait la chanson comme une description sarcastique de la vie quotidienne grise en RDA : "En arrière-plan, la chanson respire le gris vénéneux de Bitterfeld et la tristesse de Leipzig ; il reflète la désolation du monde du travail entre l'ouvrier à la chaine et son désoeuvrement devant des machines en panne; l'action se déroule au milieu d'une envie folle d'échapper à ce monde noir et blanc, vers des lieux pleins de couleur et de lumière. Il y a dedans des petites évasions dans la nature, vers la mer, vers les interminables plages de sable de la mer Baltique, les évasions vers le bonheur privé, vers un peu de liberté érotique, qui deviennent le judas du paradis. Mais le paradis est rattrapé par le quotidien banal d'un État qui produit des voitures en plastique qui claquent et puent, des maillots de bain merdiques et, année après année, trop peu de films en couleur."
Martin Machowecz interprète la chanson comme un rappel réaliste du désespoir des citoyens de la RDA lorsqu'ils ont "acheté très cher un film couleur Orwo [...] mais l'ont ensuite oublié à la maison". La chanson représente l'exhortation à profiter du moment comme "le meilleur moyen [...] de le préserver".

## Cérémonie de départ d'Angela Merkel
Le 2 décembre 2021, la fanfare de la Bundeswehr a joué ce titre lors de la cérémonie d'adieu à la chancelière Angela Merkel avant la passation de pouvoir à Olaf Scholz. 
Pour cela, Guido Rennert a créé un arrangement pour orchestre d'harmonie. La partition n'était initialement pas disponible dans les archives du Corps de musique du personnel de la Bundeswehr. Les demandes de musique n'ont été annoncées que neuf jours à l'avance, laissant relativement peu de temps pour l'arrangement et la répétition. 
Selon le Tagesspiegel, « en choisissant cette chanson, certes connue dans tout le pays, mais considérée comme un trésor culturel par seulement une partie de la population, elle prouve aux Allemands de l'ex-RDA qu'elle est bien des leurs ». Interrogée lors d'une conférence de presse sur ce choix, Angela Merkel a expliqué que la chanson lui rappelait ses vingt ans passés dans l'Allemagne de l'Est communiste, « un moment fort de sa jeunesse ».
Nina Hagen a été surprise de ce choix : "C'est une chanson avec des paroles de Kurt Demmler, qui était un "poète d'État" de la RDA avec des privilèges spéciaux, et plus tard un délinquant sexuel reconnu coupable de maltraitance systématique d'enfants qui s'est suicidé en prison. J'espère qu'elle en sera consciente". Mais ne voulait pas que cela soit compris comme une critique de la chancelière, Nina Hagen n'a pas renié la chanson : "Mon public peut et doit connaître toutes les connexions."